# Guerra del Cenepa
La guerra del Cenepa, o conflitto dell'Alto Cenepa, fu un conflitto militare occorso tra le forze armate del Perù e dell'Ecuador, tra il 26 gennaio e il 28 febbraio del 1995, quando venne cessato il fuoco dopo alcuni giorni dall'accordo di Montevideo. Non ci fu una dichiarazione formale di guerra tra i due paesi, e lo scontro non si diffuse lungo tutto il confine comune. Le operazioni militari avvennero in un territorio dal confine indefinito, nel bacino del fiume Cenepa, nella foresta amazzonica.
Le due nazioni avevano firmato il protocollo di Rio de Janeiro il 29 gennaio 1942, che sanciva la pace tra i due paesi dopo la guerra ecuadoriano-peruviana del 1941, che riguardava anche in quel caso i confini comuni tra i due stati. Tuttavia, l'Ecuador nel 1960 dichiarò nullo quel trattato perché in disaccordo riguardo alle aree del Cenepa e del Paquisha. In particolare, i problemi riguardanti il precedente Protocollo di Rio riguardavano l'assenza dello spartiacque tra i fiumi Zamora e Santiago, l'accesso libero e sovrano dell'Ecuador al tratto Rio Marañón-Rio delle Amazzoni. Inoltre, esistevano divergenze riguardo alle zone del Cucumaza Bumbuisa, del Yaupi Santiago e del Güepí Lagartococha.
Il conflitto fu risolto con l'intervento diplomatico di Argentina, Cile, Brasile e Stati Uniti, paesi garanti in occasione del protocollo di Rio de Janeiro, che aprirono la strada ai negoziati tra i due paesi, conclusosi definitivamente il 26 ottobre 1998 con la firma dell'Acta Di Brasilia da parte del presidente ecuadoriano Mahuad e di quello peruviano Fujimori. Nell'atto di Brasilia, sia il Perù che l'Ecuador accettarono la demarcazione completa dei confini, non completamente definiti nel trattato del 1942, mettendo fine a una delle più lunghe dispute territoriali dell'Emisfero occidentale.